# Elena Lazo-Luzghin
Elena Lazo-Luzghin (ur. 10 stycznia 1871 w Lungeni w okręgu Jassy, zm. 13 marca 1933 w Kiszyniowie) – rumuńska filantropka i działaczka społeczna.

## Życiorys
Urodziła się w rodzinie Ștefana Crușevana. Władała kilkoma językami. Uczęszczała do gimnazjum dla dziewcząt w Odessie, po czym studiowała na uniwersytetach w Warszawie i Paryżu, przejawiając zainteresowanie medycyną i literaturą. Jej pierwszym mężem był Gheorghe Lazo, a drugim Ștefan Luzghin.
Należała do licznych organizacji dobroczynnych i społecznych w Kiszyniowie. Była m.in. członkinią rady nadzorczej sierocińca, wspierała także wspólnotę sióstr miłosierdzia w Hârbovăț. W latach 1917–1932 angażowała się kwestie związane z rolą kobiety w społeczeństwie: od 1917 roku należała do Liga Culturale a Femeilor Moldovence (pol.: liga kulturalna kobiet mołdawskich), a w 1931 roku została wybrana na przewodniczącą Liga Femeilor din Basarabia (pol.: liga kobiet Besarabii). Od 1922 roku uczyła francuskiego w szkole dla dziewcząt w Kiszyniowie.
W swoim domu gościła m.in. poetów Olgę Crușevan i Nicolaia Costenco, czy pisarza Constantina Stere.
Interesowała się rolnictwem i pszczelarstwem, regularnie publikując artykuły na te tematy w periodykach „Płodowodstwo” i „Bessarabskoje sielskoje choziajstwo”.